# Alexandre Egea
Alexandre Egea, noto anche con lo pseudonimo di Alê (Jacareí, 6 giugno 1990), è un calciatore brasiliano, centrocampista dell'América-MG.

## Carriera
Alê è cresciuto nel settore giovanile di Corinthians e Primeira Camisa. Ha giocato il suo primo incontro ufficiale proprio con quest'ultimo club nel 2010, giocando titolare contro il Joseense nel Campeonato Paraense Segunda Divisão. Ha segnato il suo primo gol il 10 luglio dello stesso anno nel 3-0 casalingo contro l'União Suzano. Il 15 dicembre è andato in prestito all'Inter de Limeira per disputare il Campeonato Paulista Série A3, ma è stato rimandato al club originario il 14 febbraio successivo dopo aver giocato una sola partita.
Il 2 settembre 2011 è stato prestato al Taubaté per la Copa Paulista, ma è stato impiegato di rado. Nel 2012 ha firmato per l'Osasco, dove si è ritagliato un ruolo da titolare prima di trasferirsi al vicino Grêmio Osasco.
Nel dicembre 2013, dopo un breve periodo in prestito al Grêmio Barueri, dove ha giocato in Série C, Alê è stato annunciato nella rosa del club affiliato al Grêmio Osasco, l'Audax Rio. Dopo aver giocato poche partite, è stato svincolato e si è unito all'Uberlândia per la stagione 2015.
Dopo aver aiutato Uberlândia a vincere il Campeonato Mineiro Módulo II, ha giocato in prestito a Coimbra, URT, Caldense e Cuiabá. Tornato al club nel 2018, ha impressionato positivamente durante il Campeonato Mineiro, ed è tornato al Cuiabá il 20 aprile 2018 dopo aver rescisso il precedente contratto.
Divenuto fin da subito titolare, nel corso della sua prima stagione ha ottenuto la promozione in Série B, mentre nella seconda ha vinto il Campionato Mato-Grossense e la Copa Verde.
Il 10 dicembre 2019, ha firmato un contratto annuale con l'América-MG. Al termine della stagione ha ottenuto la promozione in Série A ed ha rinnovato il proprio contratto fino al 2022. Il 30 maggio 2021 ha esordito in massima divisione contro l'Athl. Paranaense. Il 1º febbraio 2023 ha rinnovato il proprio contratto fino al 2025.

## Statistiche

### Presenze e reti nei club
Statistiche aggiornate al 2 giugno 2023.
| Stagione               | Squadra                | Campionato             | Campionato | Campionato | Coppe nazionali | Coppe nazionali | Coppe nazionali | Coppe continentali | Coppe continentali | Coppe continentali | Altre coppe | Altre coppe | Altre coppe | Totale | Totale | Totale |
| Stagione               | Squadra                | Comp                   | Pres       | Reti       | Comp            | Pres            | Reti            | Comp               | Pres               | Reti               | Comp        | Pres        | Reti        | Pres   | Reti   |        |
| ---------------------- | ---------------------- | ---------------------- | ---------- | ---------- | --------------- | --------------- | --------------- | ------------------ | ------------------ | ------------------ | ----------- | ----------- | ----------- | ------ | ------ | ------ |
| 2010                   | Primeira Camisa        | SD/SP                  | 11         | 1          |                 | -               | -               |                    | -                  | -                  |             | -           | -           | 11     | 1      |        |
| 2011                   | Inter de Limeira       | A2/SP                  | 1          | 0          |                 | -               | -               |                    | -                  | -                  |             | -           | -           | 1      | 0      |        |
| 2011                   | Primeira Camisa        | SD/SP                  | 16         | 5          |                 | -               | -               |                    | -                  | -                  |             | -           | -           | 16     | 5      |        |
| Totale Primeira Camisa | Totale Primeira Camisa | Totale Primeira Camisa | 27         | 6          |                 | -               | -               |                    | -                  | -                  |             | -           | -           | 27     | 6      |        |
| 2011                   | Taubaté                |                        | -          | -          |                 | -               | -               |                    | -                  | -                  | CP          | 6           | 1           | 6      | 1      |        |
| 2012                   | Taubaté                | A2/SP                  | 2          | 0          |                 | -               | -               |                    | -                  | -                  |             | -           | -           | 2      | 0      |        |
| Totale Taubaté         | Totale Taubaté         | Totale Taubaté         | 2          | 0          |                 | -               | -               |                    | -                  | -                  |             | 6           | 1           | 8      | 1      |        |
| 2012                   | Osasco                 | SD/SP                  | 17         | 4          |                 | -               | -               |                    | -                  | -                  |             | -           | -           | 17     | 4      |        |
| 2013                   | Grêmio Osasco          | A2/SP                  | 9          | 1          |                 | -               | -               |                    | -                  | -                  | CP          | 5           | 0           | 14     | 1      |        |
| 2013                   | Grêmio Barueri         | C                      | 1          | 0          |                 | -               | -               |                    | -                  | -                  |             | -           | -           | 1      | 0      |        |
| 2014                   | Audax Rio              | A/RJ                   | 6          | 0          |                 | -               | -               |                    | -                  | -                  |             | -           | -           | 6      | 0      |        |
| 2015                   | Uberlândia             | M2/MG                  | 18         | 1          |                 | -               | -               |                    | -                  | -                  |             | -           | -           | 18     | 1      |        |
| 2015                   | Coimbra                | SD/MG                  | 7          | 2          |                 | -               | -               |                    | -                  | -                  |             | -           | -           | 7      | 2      |        |
| 2016                   | Uberlândia             | M1/MG                  | 6          | 0          |                 | -               | -               |                    | -                  | -                  |             | -           | -           | 6      | 0      |        |
| 2016                   | URT                    | D                      | 4          | 0          |                 | -               | -               |                    | -                  | -                  |             | -           | -           | 4      | 0      |        |
| 2017                   | Uberlândia             | M1/MG                  | 10         | 0          |                 | -               | -               |                    | -                  | -                  |             | -           | -           | 10     | 0      |        |
| 2017                   | Caldense               | D                      | 5          | 0          |                 | -               | -               |                    | -                  | -                  |             | -           | -           | 5      | 0      |        |
| 2017                   | Cuiabá                 | C                      | 10         | 0          |                 | -               | -               |                    | -                  | -                  |             | -           | -           | 10     | 0      |        |
| 2018                   | Uberlândia             | M1/MG                  | 9          | 4          | CB              | 2               | 0               |                    | -                  | -                  |             | -           | -           | 11     | 4      |        |
| Totale Uberlandia      | Totale Uberlandia      | Totale Uberlandia      | 43         | 5          |                 | 2               | 0               |                    | -                  | -                  |             | 3           | 0           | 48     | 5      |        |
| 2018                   | Cuiabá                 | C                      | 16         | 3          |                 | -               | -               |                    | -                  | -                  |             | -           | -           | 16     | 3      |        |
| 2019                   | Cuiabá                 | PD/MT+B                | 13+28      | 2+2        | CB              | 2               | 0               |                    | -                  | -                  | CV          | 3           | 0           | 46     | 4      |        |
| Totale Cuiabá          | Totale Cuiabá          | Totale Cuiabá          | 67         | 7          |                 | -               | -               |                    | -                  | -                  |             | -           | -           | 43     | 5      |        |
| 2020                   | América-MG             | M1/MG+B                | 12+33      | 3+0        | CB              | 10              | 1               |                    | -                  | -                  |             | -           | -           | 55     | 4      |        |
| 2021                   | América-MG             | M1/MG+A                | 15+28      | 2+3        | CB              | 4               | 0               |                    | -                  | -                  |             | -           | -           | 47     | 5      |        |
| 2022                   | América-MG             | M1/MG+A                | 5+28       | 2+2        | CB              | 3               | 1               | CL                 | 7                  | 0                  |             | -           | -           | 43     | 5      |        |
| 2023                   | América-MG             | M1/MG+A                | 11+7       | 1+1        | CB              | 6               | 0               | CS                 | 4                  | 0                  |             | -           | -           | 28     | 2      |        |
| Totale América-MG      | Totale América-MG      | Totale América-MG      | 139        | 18         |                 | 23              | 2               |                    | 11                 | 0                  |             | -           | -           | 173    | 20     |        |
| Totale carriera        | Totale carriera        | Totale carriera        | 328        | 39         |                 | 27              | 2               |                    | 11                 | 0                  |             | 14          | 1           | 380    | 42     |        |

## Palmarès

### Club

#### Competizioni statali
- Campeonato Mineiro Módulo II: 1

Uberlândia: 2015
- Copa Verde: 1

Cuiabá: 2019
- Campionato Mato-Grossense: 1

Cuiabá: 2019